# Gundoald von Asti
Gundoald, Herzog von Asti (* 565; † 616) war der Sohn des bayerischen Herzogs Garibald I. und dessen Frau Walderada. Zusammen mit seiner Schwester Theudelinde setzte sich Gundoald 589, als die Franken das Herzogtum Bayern bedrohten, zu den Langobarden nach Italien ab, wo Theudelinde den Langobardenherzog Authari heiratete. Dort erhielt Gundoald das Herzogtum Asti und heiratete eine Enkelin König Wachos. Mit dieser hatte er zwei Kinder, Gundpert und Aripert I., und wurde damit zum Stammvater der agilolfingischen Könige der Langobarden. Gundoald starb 616 durch einen Pfeilschuss, den ein unbekannter Täter ausgeführt hatte.